# القمة الإسلامية 1997
مؤتمر القمة الإسلامي الثامن (11 - 9 ديسمبر ‌‌1997م)، عُقد في طهران بإيران.

## أبرز القرارات
- التضامن الكامل مع منظمة التحرير الفلسطينية.
- رفض العدوان العسكري، الذي ارتكبته الولايات المتحدة الأمريكية على ليبيا عام 1986.